# Shinigami no Ballad
Shinigami no Ballad (しにがみのバラッド lit. La balada del dios de la muerte?) es una novela ligera japonesa serializada al anime y al manga. La serie de anime consta de 6 episodios los cuales se centra en Momo, una shinigami que se encarga de recolectar las almas de los que están por fallecer.

## Argumento
Siempre acompañada por su gato Daniel, Momo se entromete en la vida de aquellos que aún no van a morir, casi siempre a petición de gente que ya dejó este mundo y que dejó asuntos incompletos. Casi siempre al final de un episodio Daniel la culpara de ser una llorona, a lo cual ella siempre responde: Los muertos no pueden llorar, así que yo lloro por ellos.

## Protagonistas
Momo
Es una Shinigami con el aspecto de una niña de larga cabellera blanca y ojos azules. Por lo general se muestra inexpresiva aunque es uno de los raros casos de un shinigami que posee emociones humanas e interés por la gente. A diferencia del resto de su especie no viste una mortaja negra que oculte su rostro, sino un vestido blanco con mucho encaje, pero al igual que el resto lleva consigo una guadaña. Momo ha reconocido en las novelas que los shinigamis realmente son las almas de los suicidas, condenados a llevar esa existencia en castigo por despreciar la vida que se les otorgó, perdiendo los recuerdos de su vida humana pero sabiendo que alguna vez lo fueron, según explica, todos ellos son seres crueles y poco interesados en el dolor ajeno, por lo que ella no solo es una excepción a la regla, sino también un paria despreciado por sus semejantes; sin embargo esto no le interesa ya que su deseo es solo llevarse almas puras y limpias carentes de remordimientos, por lo que está dispuesta a ayudar a la gente a superar el sufrimiento que llevan consigo.
Daniel
Es el compañero y amigo de Momo, un gato negro que puede hablar y volar ya que posee un par de alas de murciélago; lleva un grueso collar de cuero rojo con un gran cascabel dorado gracias al cual se sabe cuándo ambos llegan a algún lugar porque al manifestarse este tintinea una vez. A diferencia de su compañera, Daniel es menos sentimental y de actitud algo áspera, por lo que en general no es educado con los humanos que conoce, aunque aprecia a los gatos normales como sus iguales y ha demostrado que es bueno con los niños. Por lo general después de ayudar a una persona Momo suele llorar en memoria de los difuntos que ya no pueden hacerlo, cosa que Daniel invariablemente critica llamándola llorona.

## Lista de Capítulos

### 01.-Tu voz
Kouta y Mai han sido amigos toda su vida y el pequeño Kouta siempre se ha dedicado a cuidar de su amiga ya que sufre asma crónica y muy potente por lo que su salud es en extremo delicada. Un día regresando a casa Mai encuentra un pequeño gato abandonado en el templo de la ciudad e insiste en que lo cuiden, por lo que lo nombra Blue y a partir de entonces van todos los días a llevarle comida. Sin embargo un día en que Kouta decide quedarse a jugar con sus amigos Mai es sorprendida por la lluvia tras visitar a Blue y cae gravemente enferma sin lograr sobrevivir.
Kouta, desolado, intenta abandonar a Blue culpándolo por la muerte de Mai; en ese momento se presentan Daniel y Momo, el primero molesto por verlo portarse así con un gato y la segunda advirtiendo que matara al gato ya que a él no le interesa, aunque Kouta se muestra indiferente, al ver las intenciones de la muchacha demuestra que realmente no desea verlo morir. Momo le permite conocer la última voluntad de Mai, quien le dice que ella deseaba proteger a Blue siguiendo el ejemplo que él le había inculcado cuidándola a ella, por lo que le encargaba que a partir de ahora no la olvidara y lo cuidara en memoria de ella.

### 02.- La época de los peces
Asano se cuela todas las noches en la piscina del colegio para nadar como lo hacía con su hermana cuando esta vivía, desde ese momento ha vivido con el remordimiento de haber vivido en lugar de ella a quien consideraba alguien mejor que él. Una noche es descubierto por Fujishima, su compañera de salón, quien acaba de liberar una piraña en la piscina para evitar que se lleve a cabo la clase de natación al día siguiente. A partir de este punto, y a pesar del fuerte carácter de Fujishima, comienzan a pasar tiempo juntos y conocerse mejor. Un día Momo se presenta ante el joven para avisarle que él también morirá, cosa que lo altera profundamente. Poco tiempo después mientras conversan Fujishima se le declara, pero este la rechaza explicándole que no vivirá mucho lo que enfada a la chica creyendo que es una mala excusa.
Esa noche, mientras nada, comienza a ahogarse y es salvado por Fujishima, al verla asustada comprende que realmente desea vivir y tras contarle de su encuentro con Momo ambos llegan a la conclusión que ésta no le dio una fecha exacta, por lo que vive en la misma incertidumbre que todos. Al día siguiente se lleva a cabo la clase de natación y Fujishima participa revelando que su real motivo de sabotaje era que se avergonzaba de una gran cicatriz que tenía en su pecho.

### 03- Más allá de la luz
Kantaro se encuentra revisando algunas de las pertenencias de su abuelo fallecido y descubre que este (quien era aficionado a los juegos de Rol) le dejó una carta donde aparte de proporcionarle un mapa e instrucciones le pide (como última voluntad) que juegue un último juego de rol donde Kantarou será el personaje principal. Es esta aventura lo acompaña su compañera de clase Tomato, quien parece tiene cierto interés sentimental por él. En el transcurso de su viaje Kantaro comienza a escuchar una especie de campana a la vez que un par de niños se le aparecen de una forma algo extraña. Llegan a una pequeña villa en la que después de pasar la noche Tomato le confiesa que se mudara muy lejos y tal vez ya no pueda volver a verlo, la búsqueda de Kantaro continua, siguiendo el mapa que su abuelo le dejara, pero el mapa no está muy claro y no logran dar con el lugar, es justo en ese momento que los niños misteriosos aparecen nuevamente y guían a Kantaro hasta el lugar exacto donde, tras excavar, encuentra una vieja caja de galletas con una canica dentro y una nota de su abuelo que dice “ahora, encuentra tu propio tesoro”, Kantaro comprende cuál es su tesoro y le promete a Tomato que no importa lo lejos que estén, logrará reunirse con ella.

### 04.- La magia del Otoño
Chiaki se encuentra en la cocina preparando el desayuno para su padre y su hermano menor Fuyuki. Después del desayuno el padre de Chaki debe salir un par de días por su trabajo así que la deja a cargo; su madre tiene poco de haber fallecido, al ser ella la mayor comienza a tomar muy en serio las responsabilidades que su madre tenía, solo que se esfuerza demasiado.
Al regresar de la escuela Fuyuki le pregunta a su hermana ¿qué es un Shinigami?, y le describe a un ser hermoso de cabello blanco que se hace acompañar por un gato negro, Fuyuki recuerda que días antes de morir su madre le describió al mismo ser, por lo que su preocupación se hace evidente.
A la mañana siguiente Fuyuki despierta con un ligero resfriado que se va agravando con el transcurso del día, ya en casa trata de descansar pero un tintineo de campana la alerta y corre a ver a su hermano, para su sorpresa encuentra a Fuyuki jugando con Momo y Daniel; aunque su primera reacción es temer que se lleven a su hermano o a ella, Momo le explica que solo está ahí para cuidar a Fuyuki por petición del alma de su madre y para que Chiaki pueda descasar. Después de descansar un poco Momo le hace llegar a Chiaki las memorias de su madre la cual le enseña a cocinar su receta secreta de tostadas francesas y le pide que no trate de esforzarse tanto en parecerse a ella, todo a su tiempo llegara.

### 05.- La luz de las luciérnagas
Eko es una chica de secundaria que todas las noches va a la escuela primaria a asustar a los muchachos, esto porque se cuenta la leyenda que allí esta el fantasma de una profesora que ataca a la gente. Eko es la hermana menor de esa mujer y no desea que manchen el nombre de su hermana; una noche conoce a Kouta, el muchacho de la primera historia, quien estudia allí y desde su encuentro con Momo adquirió la habilidad de ver fantasmas, por lo que le pide que le muestre si realmente el fantasma existe.
El día que su hermana falleció Eko había discutido con ella resentida ya que sentía que era opacada por ella y este remordimiento la sigue aún. Aunque en un comienzo Kouta se niega finalmente decide acompañarla y en la sala donde su hermana enseñaba Momo y Daniel permiten que Eko pueda ver su fantasma y pedirle perdón.

### 06.-El viaje del corazón
Sakura, es una joven normal de secundaria que está enamorada de Matsumoto, un joven prodigio del piano, una tarde cuando se dirigía con una amiga para grabarlo tocando (algo que él le había prometido tiempo atrás) se percata que ya tiene novia, lo cual es un duro golpe para ella por lo que huye del lugar y sube a una pasarela peatonal de donde cae accidentalmente, ahora su fantasma está deambulando por el mundo de los vivos hasta que se topa con Momo y Daniel, los cuales están ahí para hacerse cargo de su alma.
Como última voluntad Sakura le pide a Momo que le permita despedirse, visitando a su familia, amigas y hasta Matsumoto, el cual según Sakura “causo” su actual situación, pero al hacer esto Sakura cree que nadie piensa en ella y que su ausencia no causa ningún efecto en sus seres queridos. Momo la cuestiona sobre si ella pensó en sus seres queridos cuando salto del puente y la lleva a dar un segundo tuor. De vuelta es su casa se percata que desde el día del accidente se sirve el platillo favorito de Sakura y hasta Matsumoto recordó grabarle un CD con su música, en la escuela sus amigas se la han pasado haciendo piezas de origami por la paz de su amiga.
Con todo esto Sakura se entristece y le dice a Momo que no quiere morir, es ahí cuando Momo le revela que ella en realidad no está muerta, solo en coma y que por algún error su alma se liberó, pero fue una buena oportunidad para que la Shinigami le enseñara a valorar la vida a pesar de sus adversidades.

## Música
El opening es blue bird y el ending "white messenger", las dos canciones son interpretadas por Koy
- Datos: Q495524